# Гокельс
Гокельс (нем. Gokels) — община в Германии, в земле Шлезвиг-Гольштейн. 
Входит в состав района Рендсбург-Экернфёрде. Подчиняется управлению Ханерау-Хадемаршен.  Население составляет 624 человека (на 31 декабря 2010 года). Занимает площадь 10,64 км².